# Gâteau au chocolat

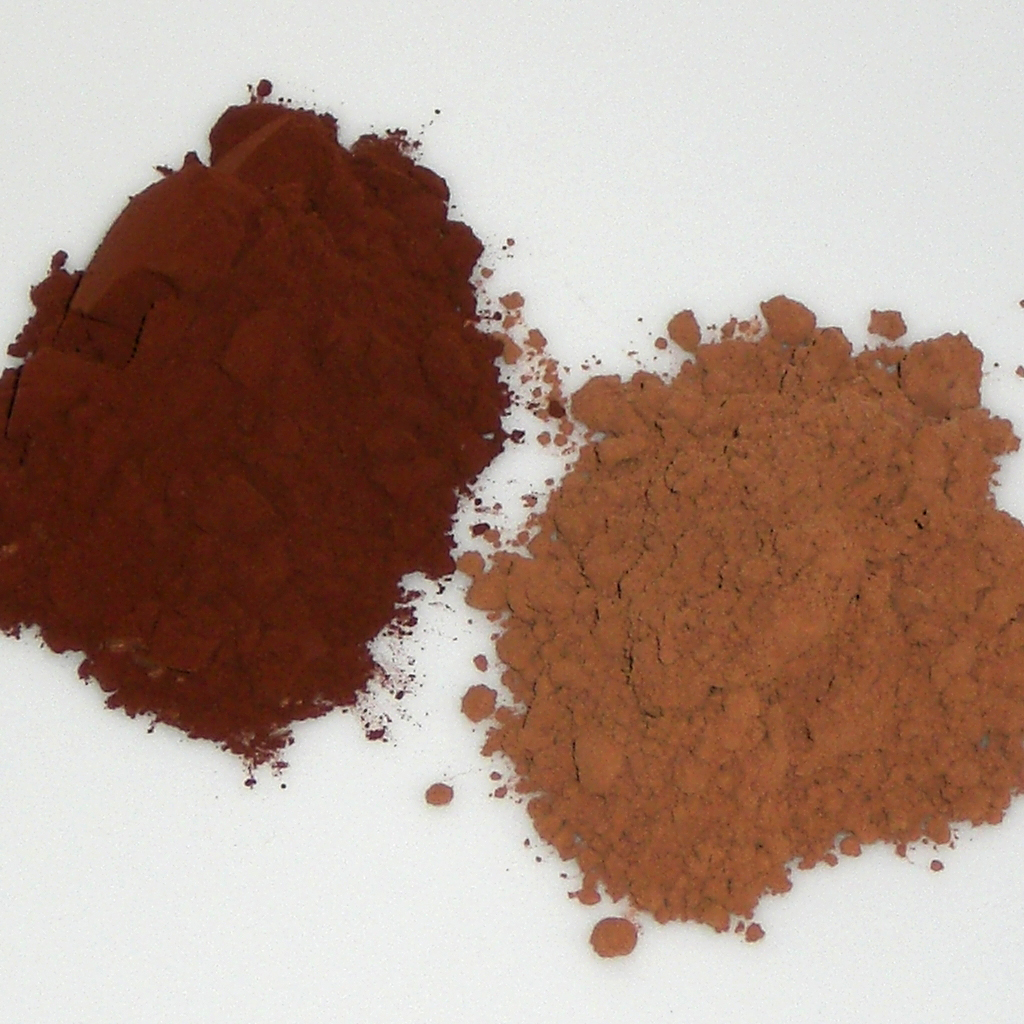
Le chocolat est issu du cacao.

Un gâteau au chocolat est une pâtisserie à base de chocolat. Il existe de nombreuses recettes à travers le monde. Cette forme de gâteau aurait été imaginée à la fin du XVIIIe siècle[réf. nécessaire], après plusieurs siècles d'utilisation du chocolat uniquement en boisson.

## Histoire

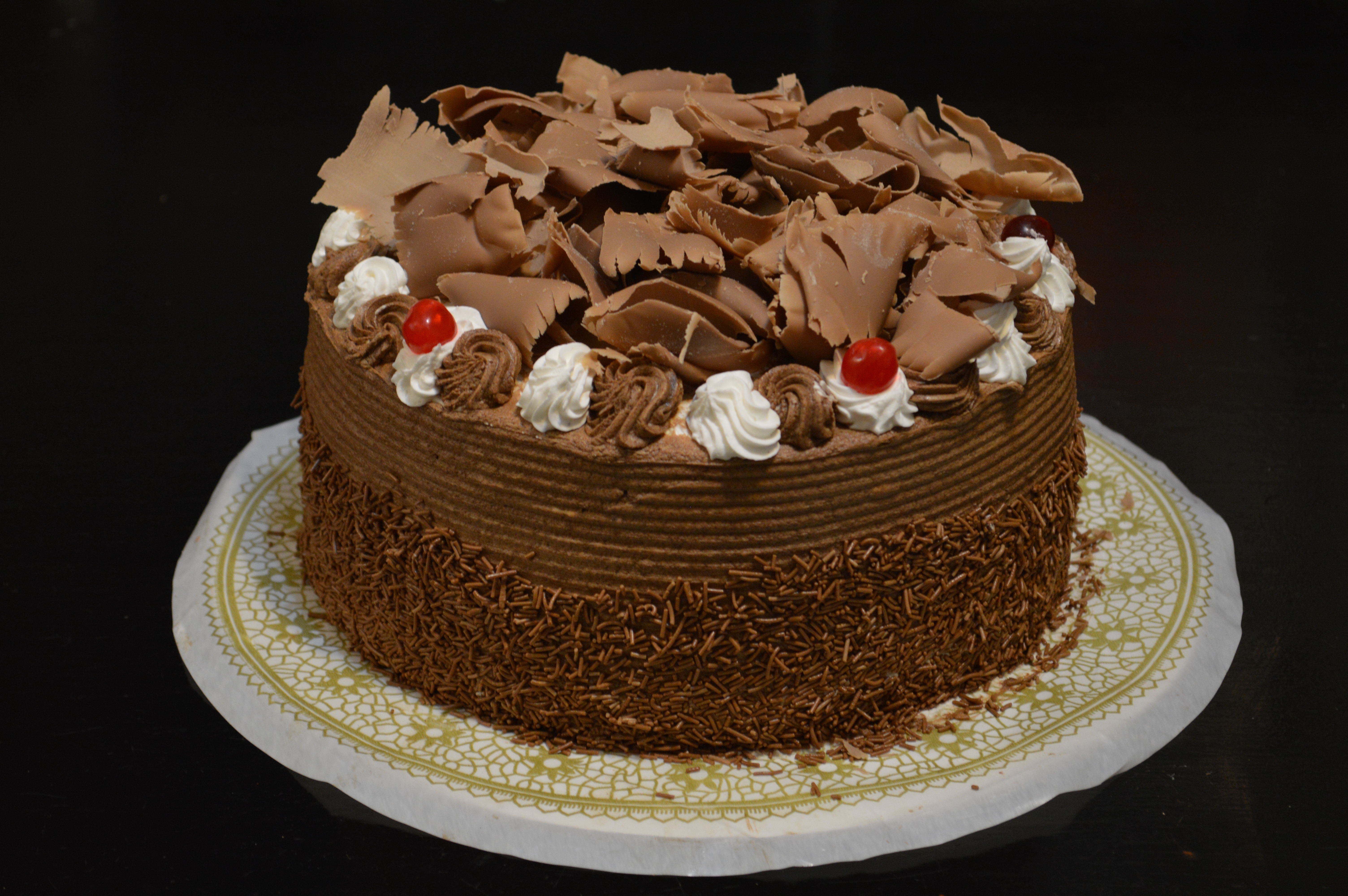
Gâteau avec double couche de truffe en chocolat.

Le gâteau au chocolat est fait à base de chocolat. Il peut également contenir d'autres ingrédients, notamment du fondant, de la crème à la vanille et d'autres édulcorants. L'histoire du gâteau au chocolat remonte au XVIIe siècle, lorsque de la poudre de cacao provenant des Amériques a été ajoutée aux recettes traditionnelles de gâteaux. En 1828, le Néerlandais Coenraad van Houten a mis au point une méthode d'extraction mécanique pour séparer la graisse de la liqueur de cacao, ce qui a donné le beurre de cacao et le cacao partiellement dégraissé, une masse compacte de solides qui pouvait être vendue sous forme de « cacao de roche » ou broyée en poudre. Ces procédés ont transformé le chocolat, qui était un luxe exclusif, en un en-cas quotidien peu coûteux.
Un procédé permettant de rendre le chocolat plus soyeux et plus lisse, appelé conchage, a été mis au point en 1879 par Rodolphe Lindt et a facilité la cuisson avec le chocolat, car il s'amalgame parfaitement et complètement avec les pâtes à gâteau. De 1890 à 1900, les recettes de chocolat étaient principalement destinées aux boissons chocolatées,, et sa présence dans les gâteaux se limitait aux garnitures et aux glaçages. En 1886, des cuisiniers américains ont commencé à ajouter du chocolat à la pâte à gâteau, pour réaliser les premiers gâteaux au chocolat aux États-Unis.
La Duff Company de Pittsburgh, un fabricant de mélasse, a introduit les mélanges pour gâteau au chocolat Devil's food au milieu des années 1930, mais l'introduction a été mise en attente pendant la Seconde Guerre mondiale. Duncan Hines a introduit un Three Star Special (appelé ainsi parce qu'un gâteau blanc, jaune ou au chocolat pouvait être fait à partir du même mélange) qui a été lancé trois ans après les mélanges à gâteaux de General Mills et Duncan Hines, et a pris 48 % du marché.
Aux États-Unis, les gâteaux « décadence au chocolat » étaient populaires dans les années 1980 ; dans les années 1990, les gâteaux au chocolat fondant en portions individuelles avec un centre en chocolat liquide et les chocolats infusés aux saveurs exotiques comme le thé, le curry, le poivre rouge, le fruit de la passion et le champagne étaient populaires. Les salons de chocolat et les chocolatiers artisanaux ont été en vogue dans les années 2000. Les gâteaux au chocolat riches, sans farine ou tout sauf sans farine sont « maintenant la norme dans la pâtisserie moderne », selon The New Taste of Chocolate en 2001.

## Types
Les types de gâteaux au chocolat sont notamment :
- brownies ;
- concorde ;
- mi-cuit ;
- moelleux au chocolat : beaucoup de farine, texture très aérée, cuisson plutôt rapide. S'il a un cœur coulant, on l'appelle mi-cuit ;
- fondant au chocolat : beaucoup de sucre, chocolat, œuf. Texture plus compacte et cuisson lente. S'il a un cœur coulant, on l'appelle mi-cuit ;
- forêt-noire ;
- lamington ;
- mousse au chocolat ;
- opéra ;
- royal (trianon) ;
- Sachertorte ;
- truffe en chocolat ;
- Devil's food cake.

## Galerie

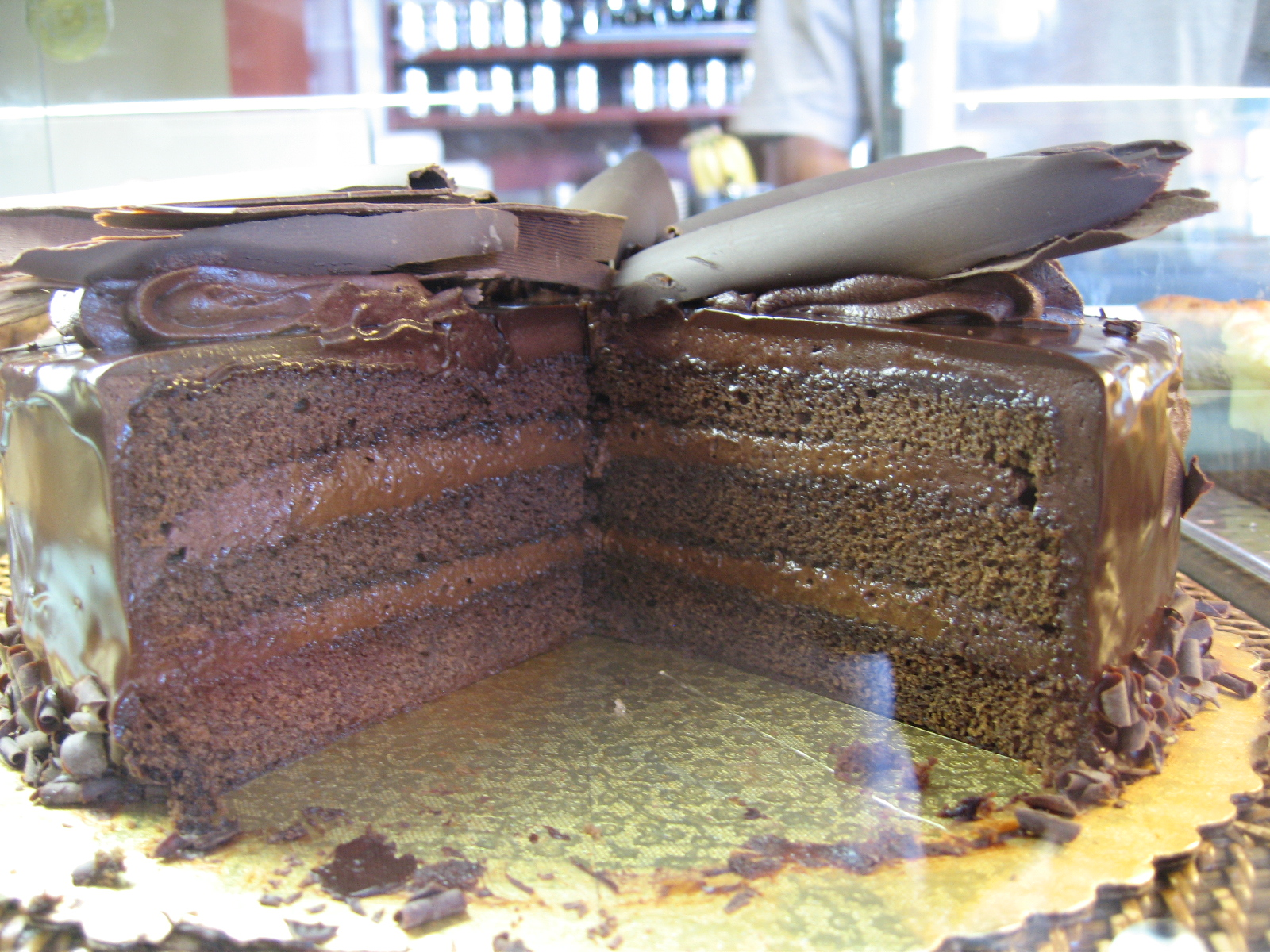
Gâteau au chocolat.
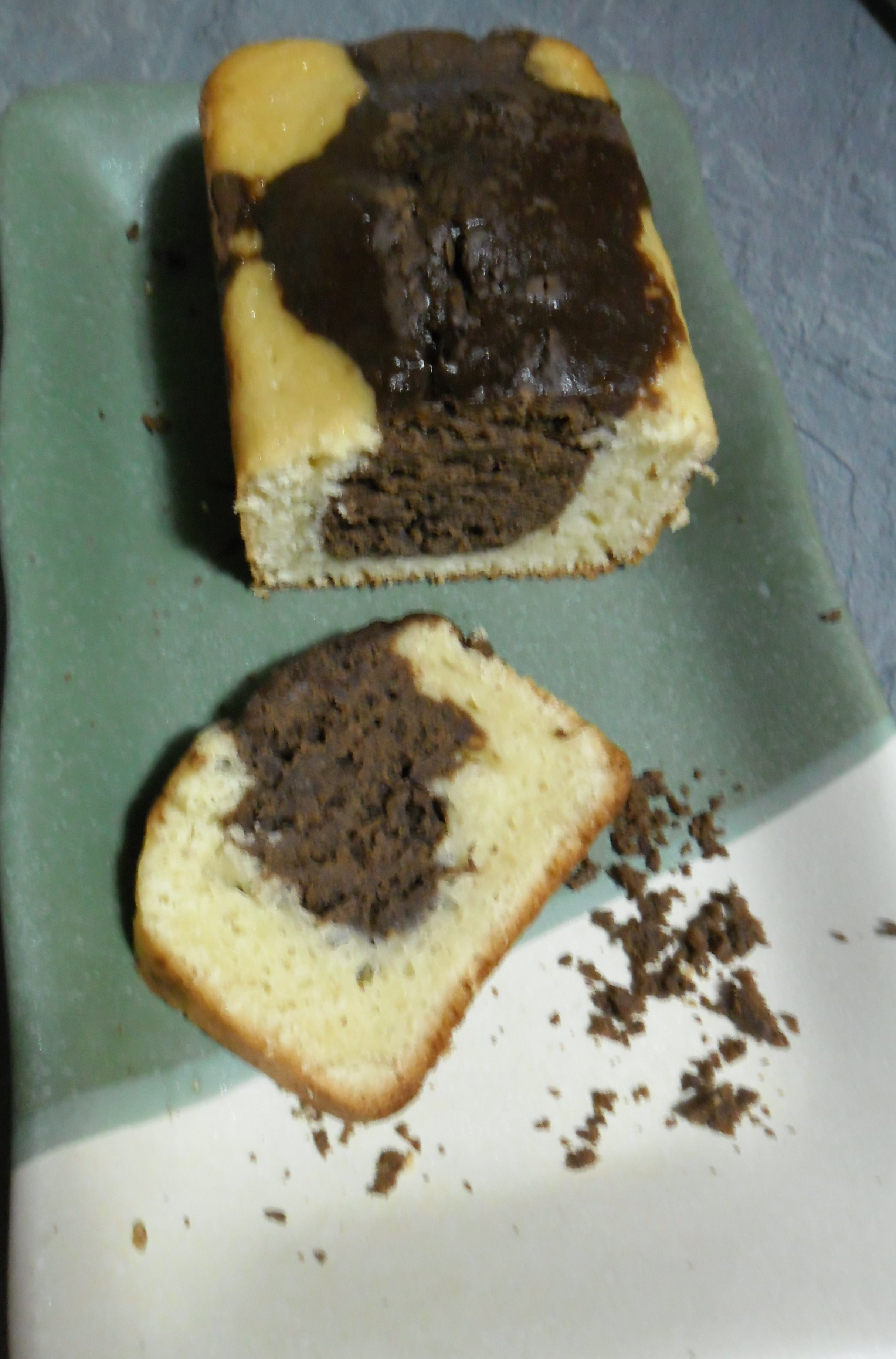
Gâteau marbré au chocolat.
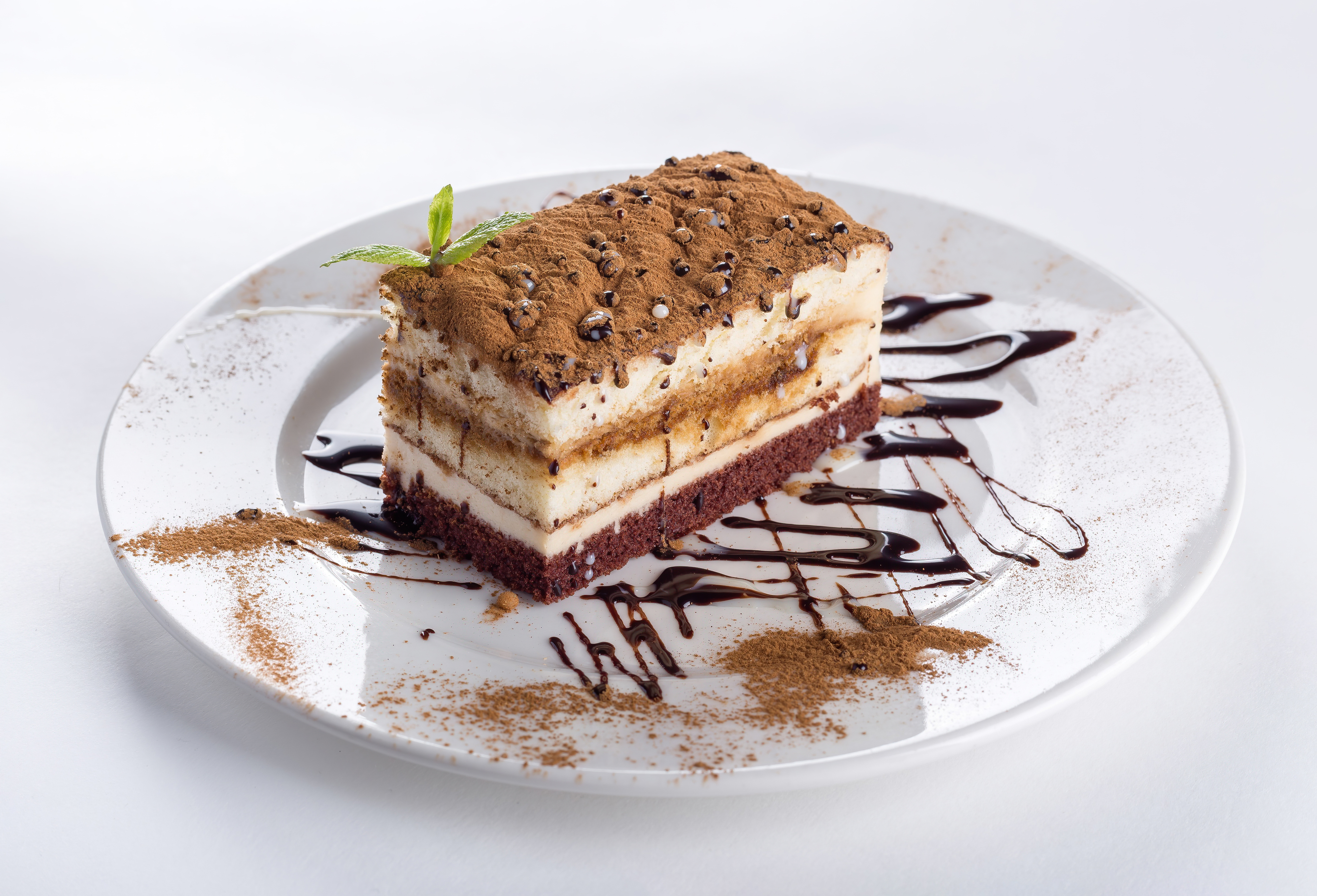
Part de gâteau au chocolat, saupoudrée de poudre de cacao, sur une assiette blanche décorée de sauce au chocolat.